# Vuelo 007 de LOT Polish Airlines
El Vuelo 7 de LOT se estrelló cerca del Aeropuerto Okęcie en Varsovia (entonces República Popular de Polonia, ahora Polonia), el 14 de marzo de 1980, debido a un fallo mecánico la tripulación abortó el aterrizaje y trató de virar. Los 87 tripulantes y pasajeros murieron. El accidente fue causado por la desintegración de uno de los discos de la turbina en uno de los motores del avión, lo que provocó una falla total del motor. Más tarde se descubrió que el disco de la turbina tenía fallas de fabricación.

## Aeronave

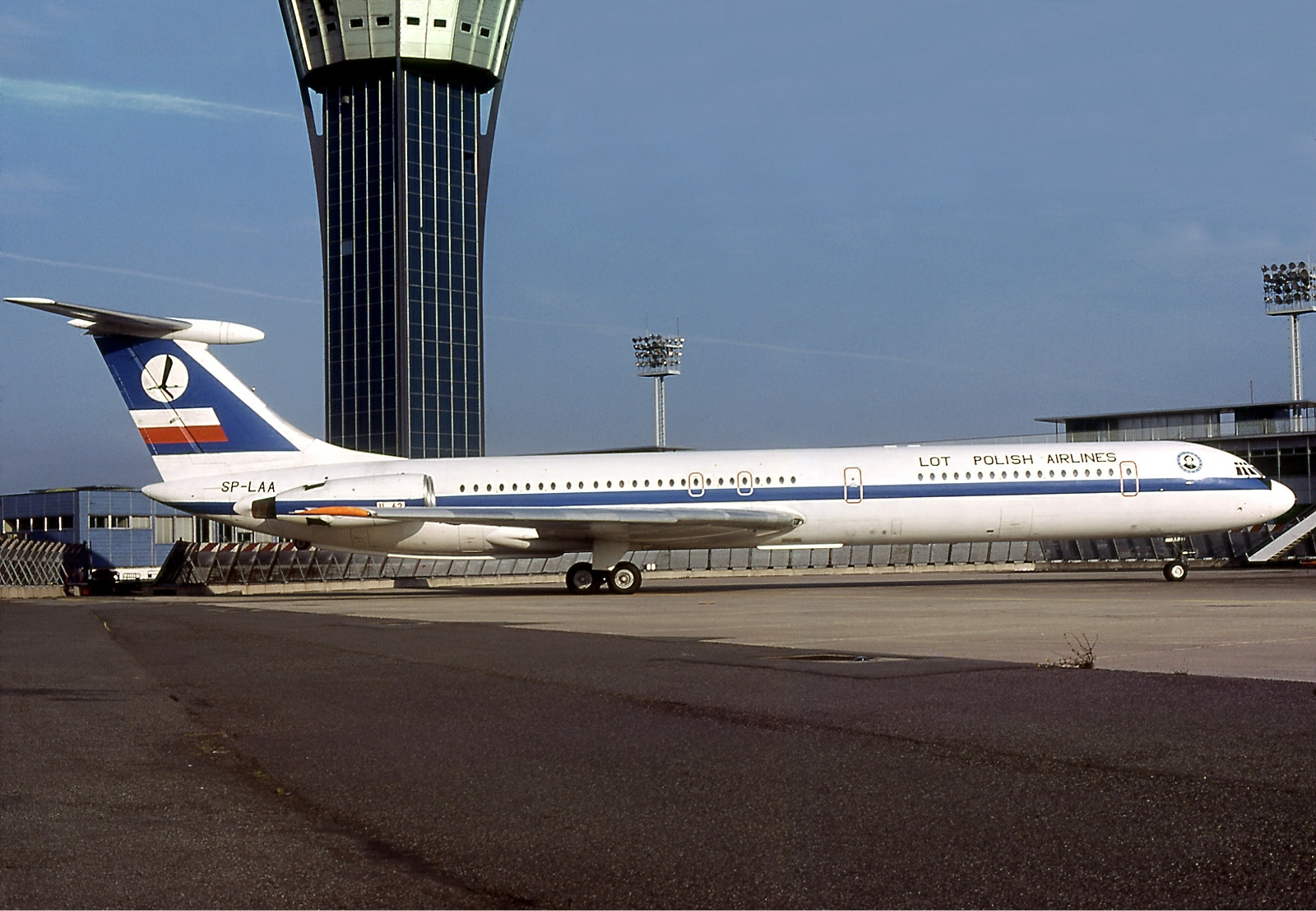
El avión involucrado en el accidente fotografiado en julio de 1978.

LOT inició sus rutas transatlánticas a principios de 1970, por lo que decidió comprar el recientemente introducido Ilyushin Il-62. El avión que chocó fue el primer Il-62 de LOT había comprado para este propósito, fabricado en 1971. Al igual que con todos los Ilyushins comprados, que fue nombrado después de un famoso personaje histórico polaco, en este caso, Nicolás Copérnico ("Mikołaj Kopernik" en polaco).

## Accidente
En su último vuelo, el avión fue pilotado por el capitán Paweł Lipowczan y el primer oficial Tadeusz Łochocki. El vuelo 007 fue programado para salir del Aeropuerto Internacional Kennedy a eso de las 19:00 hora local el 13 de marzo de 1980, pero se retrasó debido a una fuerte tormenta de nieve. Finalmente partió a las 21:18, y después de 9 horas de un vuelo sin incidentes, se acercaba al Aeropuerto Okęcie a las 11:13 hora local. Durante su aproximación final, alrededor de un minuto antes del aterrizaje, la tripulación informó al control de tráfico aéreo de Okęcie que el indicador luminoso del tren de aterrizaje no estaba funcionando, y que iban a dar motor y permitir que el ingeniero de vuelo comprobará si fue causada por un Fusible o bombilla, o si realmente hubo algún problema con los engranajes del despliegue.
(11:13:46) Okęcie Control de Tráfico Aéreo: LOT 007, 5 grados a la derecha.
(11:13:52) Okęcie ATC: LOT 007?
(11:13:54) LOT: Entendido ... En un momento, tenemos algunos problemas con el indicador-y bloqueado-tren de aterrizaje abajo, solicitamos una ida al aire.
(11:13:57) Okęcie ATC: Roger, rumbo de pista y la altitud de 650 metros. [En ese momento, "Kopernik", fue a una altitud de 250 metros.]
(11:14:00) LOT: Camino a la pista y 650.
Por último, cuando se encontraron los empujadores de control para ser cortado por la mitad, se comprobó que el corte no fue causado por el accidente, y algunos restos de la aleación del metal del disco de la turbina estaba hecho de se encuentra en la superficie del corte, la secuencia de eventos se hizo evidente. El desastre comenzó cuando "Kopernik" se encargó de subir a un nivel de vuelo superior. Cuando el empuje necesario se aplicó a los 4 motores, la turbina de baja presión del motor n°2 se desintegró después de 9 segundos. Una pieza del disco de la turbina quedó expulsada hacia arriba, no causó ningún daño significativo, y la segunda pieza expulsada chocó en el motor número 1, dañando seriamente y, por último, la tercera pieza chocó disco en el fuselaje, rompió el timón y el elevador barras de control y destruyeron el motor n°3, provocando la pérdida de control sobre el avión, sino que también cortó los cables de alimentación tanto para el registrador de datos de vuelo y el registrador de voz de cabina. Esto hizo que los últimos momentos de "Kopernik" no se registrarán.
Las barras de control de corte también explicaron la picada repentina. Cuando se cortan, el estabilizador horizontal, por su propio peso, se dejó caer, causando la nariz también bajará. Esto podría ser contrarrestado por el recorte verticales, en Il-62s, el ajuste del ajuste vertical para la operación manual del interruptor fue asegurado por un alambre delgado, agudo. En la mano derecha del capitán Lipowczan, se encontraron pequeñas heridas, y que fueron confirmadas para ser hecha mientras Lipowczan aún estaba vivo; supuestamente, le arrancó la seguridad y trató de controlar el ajuste vertical, pero ya era demasiado tarde.
En una entrevista para la serie de televisión polaca La Serie Negro, el capitán Tomasz Smolicz, un piloto experimentado que voló miles de horas en las rutas transatlánticas en Ilyushins Il-62 e Il-62M en los años 1970 y 1980 (que voló "Kopernik" de Varsovia a Nueva York el 13 de marzo de 1980), declaró que los aviones que regresan a Varsovia desde América por lo general se posaron en curso de pista 155 (155 grados, al sursureste), y si aterrizaron en o antes del mediodía en un día soleado (como el 14 de marzo de 1980), el sol brillaba casi directamente en sus ojos, que estaban cansados después de varias horas de vuelo nocturno y el monitoreo constante de instrumentos de la cabina, lo que a veces causaba desorientación y confusión si una luz indicadora en realidad estaba iluminado o no, así que, en ese día, el indicador de tren de aterrizaje podría haber sido realmente iluminado, pero los miembros de la tripulación podría haber alcanzado a ver de forma incorrecta. Durante la recuperación, el tren de aterrizaje se encontró que se extendía apropiadamente y no estaba bloqueado.
Esta fue la última transmisión de "Kopernik". 9 segundos más tarde, el avión de repente entró en picada. A las 11:14:35, después de 26 segundos de descenso descontrolado, el avión pegó un árbol con su ala derecha e impactó la cubierta de hielo de un foso de una fortaleza militar del siglo XIX con la velocidad de unos 380 km/h (238 mph) en un ángulo de hasta 20 grados, a 950 metros del umbral de la pista de aterrizaje y a 100 metros de una zona residencial. En el último momento el capitán Paweł Lipowczan, usando nada más que los alerones del avión, se las arregló para evitar golpear a una institución correccional para adolescentes ubicados en la calle Rozwojowa. En el impacto, el avión se desintegró, una gran parte del fuselaje principal se sumergió en el foso, mientras que la cola y partes del tren de aterrizaje principal aterrizó unos metros más adelante, justo antes de la entrada a la fortaleza. En el escenario, un equipo de buceo fue más tarde tratando de recuperar partes de la aeronave (incluyendo algunos de los motores) del foso, pero era demasiado turbio, por último, el foso tenía que secarse para permitir que el equipo de investigación del accidente aéreo recuperase partes del avión desintegrado. El cuerpo del capitán Lipowczan fue encontrado tirado en la calle a unos 100 metros del lugar del accidente; otros cuerpos estaban esparcidos entre las partes del avión.
Entre las 87 víctimas mortales estaban la cantante polaca Anna Jantar, el etnomusicólogo estadounidense Alan P. Merriam, 6 estudiantes polacos que regresaban a casa después de una conferencia de la AIESEC en Nueva York y un contingente del equipo de boxeo de aficionados de EE. UU.. Según los médicos que llegaron a la escena, muchos de los pasajeros estaban aparentemente dormidos cuando el avión se estrelló contra el suelo, pero algunos de ellos - incluyendo a muchos de los boxeadores - estaban supuestamente conscientes de que estaban a punto de estrellarse, que se mantuvo a su asientos con tanta fuerza que en el impacto, los músculos y los tendones de sus brazos se volvieron cortadas. Algunos informes sugieren que algunos de los boxeadores en realidad sobrevivieron al accidente y se ahogaron en el foso, pero no se presentó ninguna evidencia de esto.
Por coincidencia irónica, en el momento en que el "Kopernik" se estrelló, se estaba celebrando una conferencia sobre la mejora de la seguridad de los viajes aéreos en el aeropuerto de Okecie, a menos de un kilómetro de distancia.
En un giro del destino, Ryszard Chmielewski, el ingeniero de vuelo, tenía previsto viajar a Varsovia en ese día; porque sufría de desfase de horario y descanso insuficiente después de que el vuelo anterior, cambió turnos con uno de sus colegas, y voló de Nueva York un día después. 7 años más tarde, como ingeniero de vuelo e instructor, el seguimiento del progreso de ingeniero de vuelo Wojciech Klossek, estaba a bordo del Vuelo 5055 de LOT, que se estrelló matando a las 183 personas a bordo.
En otro giro de la suerte futura el campeón mundial de peso semipesado Bobby Czyz fue reservado para estar en el vuelo como parte del programa de boxeo amateur de EE. UU., sin embargo, debido a un accidente automovilístico la semana antes de que se lesionó y no hizo el viaje. Adicionalmente el futuro contendiente mundial de boxeo Sal Cenicola se lesionó el hombro derecho en las semanas previas al vuelo y él también no hizo el viaje fatal a causa de sus heridas antes del viaje.
| Nacionalidad                  | Pasajeros | Tripulación | Total |
| ----------------------------- | --------- | ----------- | ----- |
| Polonia                       | 42        | 10          | 52    |
| Estados Unidos                | 28        | 0           | 28    |
| Unión Soviética               | 4         | 0           | 4     |
| República Democrática Alemana | 3         | 0           | 3     |
| Total                         | 77        | 10          | 87    |

## Investigación
La policía rápidamente rodeó el sitio y se elimina cualquier espectador, la recuperación de piezas de avión comenzó poco después. Tanto la grabadora de voz de cabina y el registrador de datos de vuelo se encontraron rápidamente, por desgracia, la grabación se detuvo de repente 9 segundos después de la última transmisión, 26 segundos antes del accidente.
Mientras que la recuperación de los motores, el motor izquierdo interior - motor n°2 - se encontró que estaba cortado por la mitad, se mantienen unidos solo por las líneas de combustible. Cuando el motor se examinó, el disco de la turbina de baja presión se encuentra que faltaba, a pesar de una búsqueda exhaustiva, no se encontró en el lugar del accidente. Por último, el disco de la turbina se encuentra a unos 4 kilómetros (2,5 millas) del sitio, sino que se rompió en 3 trozos de tamaño similar.
Después de recuperarse de la cabina, se encontró que las válvulas reguladoras de ambos motores 2 y 3 (derecho interno) que se establece en el modo de apagado, mientras que el motor n°4 (derecho exterior) el empuje se ajusta al máximo. La comisión investigadora pidió a los rusos si un Il-62 fue capaz de llegar a la pista de aterrizaje con un solo motor en funcionamiento; no se recibió ninguna respuesta concluyente, pero los cálculos basados en los datos técnicos oficiales sugiere que, mientras que un motor de empuje no fue suficiente para que el avión mantenga de altitud, fue suficiente para llegar a la pista y tratar a la tierra. Ninguna explicación fue encontrada por qué el avión con un motor que funciona a la máxima potencia de repente entró en picada.
El análisis detallado de las piezas del disco de turbina encontró varias impurezas metálicas en los bordes de 2 de ellos, en un caso, que se identificaron como procedentes de la góndola del motor, en otro, las impurezas vinieron de la góndola, el casco, los actuadores de control y finalmente, los cables eléctricos. Además, el examen detallado de la superficie del disco roto mostró evidencia significativa de fatiga del material.

En el Kuznetsov NK-8 (de hecho, en casi todos los turboventilador motores), el aire es aspirado desde la parte delantera del motor por el compresor de baja presión. Después de pasar el compresor, el aire se divide en 2 canales, exterior y el interior. Desde el canal interior, el aire en el compresor de alta presión, después de lo cual entra en la cámara de combustión. Cada pasa de la baja al compresor de alta presión aumenta la presión del aire. En la cámara de combustión, el aire se mezcla con combustible y luego se enciende. Como se produce la combustión, los gases de ultra alta presión salen de la parte trasera de la cámara de combustión, pasan ambas turbinas, se mezclan con el aire de la canal fuera, a continuación, sale de la parte trasera del motor - generan empuje del motor de la aeronave. En su camino, los ultra-gases a alta presión se encuentran una turbina de alta presión y una turbina de baja presión, y el ángulo de sus palas obliga a ambas turbinas a girar. Puesto que las turbinas están conectados por un eje común para los compresores, ya que ambas turbinas giran, ambos compresores se ven obligados a girar también. Se necesita la hilatura de los compresores para el trabajo del motor, como su rotación aspira el aire en el motor, así como una mayor presurización de él una vez que está dentro (como el aire pasa a través de cada paso de los compresores).
Como eje de baja presión del motor n°2 falló debido a la fatiga del metal, la turbina de baja presión convertido de repente separados físicamente del compresor de baja presión, liberando a la turbina. Debido a que la cámara de combustión del motor todavía estaba produciendo potencia, la turbina de repente liberado se salió de control con tan enorme velocidad que dentro de una fracción de un segundo, la fuerza centrífuga causada la turbina a desintegrarse de forma explosiva. Pedazos de turbina fueron expulsados tangencialmente con la velocidad de proyectiles de artillería.

## Causa
De acuerdo con la Comisión Especial de Desastres del Gobierno polaco, el accidente fue causado por defectos en los materiales, fallas en el proceso de fabricación del eje del motor a reacción NK-8 Kuznetsov, y debilidades en el diseño de su turbina.
Durante la fabricación del eje de baja presión, en un lugar donde sus aumentos de sección de diámetro, se hizo una, paso agudo de 90 grados, lo que resulta en un cambio repentino de diámetro en una longitud lineal muy corto. En términos de ingeniería, como paso fuerte en lugar de un filete radial provoca una concentración significativa de estrés. Esto se convirtió en un trágico ejemplo, los libros de texto de aumento de concentración de tensiones de un "eje escalonado", que inició en el cambio de sentido de la formación de microfisuras a través del núcleo de material, un fenómeno conocido como la fatiga del material. Además, el análisis metalúrgico encontró que las impurezas de aleación estaban presentes como inclusiones no metálicas en la aleación del eje, en adición a la realización de forma incorrecta del proceso de tratamiento térmico, lo que reduce aún más la capacidad del eje para llevar a las cargas de torsión como se ha diseñado. El eje del motor de forma incorrecta mecanizado, junto con impurezas de aleación metalúrgica, facilitó una fatiga acelerada de este componente clave del motor a través de la formación absoluta de microgrietas a través del núcleo del eje, en última instancia conduce a su fracaso.
Con el tiempo, la magnitud de los defectos estructurales en el eje de "Kopernik" alcanzó un punto crítico, y el eje se rompió, lo que resulta en la separación física de la turbina de baja presión desde el compresor de baja presión. Como resultado, la turbina de baja presión de forma explosiva se desintegró. Expulsado con enorme fuerza, piezas de turbinas dañadas a los motores 3 y 4 del avión y se cortan a través del casco, provocando el fracaso de las verticales y horizontales controles de vuelo (timón y elevador), y una falla masiva de numerosos sistemas del avión. La pérdida repentina del control de las superficies de control de vuelo causó, buceo irrecuperable empinada, y dio lugar a un accidente, 26 segundos desde el momento de la falla inicial.
Un artículo de prensa, publicado en Polonia en 2010 y con base en la revisión de la documentación de archivo guardado en IPN afirmaron que autoridades de PRL contribuyeron al accidente, exigiendo ahorros de PLL en LOT y la explotación excesiva de los motores. El artículo también afirma que, cuando se encontró antes el motor que se desintegró el 14 de marzo de 1980 a tener un nivel inusualmente alto de las vibraciones del eje, la única solución implementada por el personal de tierra de Polonia estaba cambiando el motor entre las diferentes Il-62s; también, el disco de turbina exhibió evidencia de algunos intentos de crudo repararlo, contra la regulación del productor. Parte de las afirmaciones de que el artículo fue posteriormente despedido por el personal de tierra y los expertos en aviación: los mecánicos afirmaron que denunciaban el alto nivel de vibración al fabricante de los motores, pero la única respuesta que recibió fue el papel que decía que "el nivel de vibraciones reportado no supera los niveles encontrados por los fabricantes en ordinarios". (El documental de televisión polaca presenta esos documentos en su forma original.) Al no tener posibilidad técnica de conseguir dentro del motor y comprobar que funciona (esto también contradice las afirmaciones de que el disco de turbina fue manipulado por el personal de tierra), los mecánicos decidieron cambiar el motor sospechoso entre diferentes aviones, para asegurar que se pone en la aeronave donde los otros 3 motores están en las mejores condiciones por lo que, en caso de falla, el avión pudo continuar el vuelo con los 3 motores restantes - que nadie sospeche tal incumplimiento podría dar lugar a pérdida de los controles de vuelo y 2 de los 3 motores.

## Consecuencias
La Comisión Especial de Desastres del gobierno de Polonia presentó sus conclusiones sobre la causa del accidente a Moscú. En respuesta, los ingenieros y los científicos rusos afirmaron que las razones dadas eran inverosímiles y que la turbina se desintegró a causa de la falla del motor, al contrario de lo que se afirmaba en el informe polaco. (Esto en parte podría atribuirse a un rencor ingenieros rusos en poder contra los polacos, que han comprado sus Ilyushins pero reemplazado sus sistemas de radionavegación con adquisiciones independientes de las americanas más modernas.) Muchos años después de que se reveló que tras el accidente del Vuelo 007, todos los Il-62s usados por los funcionarios y personalidades rusas habían discretamente sustituido sus motores por otros más nuevos. En una ocasión, polaco gubernamental Il-62M se había especialmente instalado nuevos motores para un viaje gubernamental ruso-polaco conjunta a Beijing, después de eso, los motores fueron llevados de vuelta a la URSS.
El informe de la comisión polaca también pidió algunas modernizaciones en el diseño Il-62, sobre todo duplicar los controles de vuelo, por lo que si un sistema ha fallado el avión todavía sería controlable. En ese momento, los controles redundantes de este tipo eran de uso general en aviones estadounidenses y fabricados en Europa. Este tema nunca fue tratado por los rusos, pero ninguno de sus Ilyushins de todo tipo se había instalado controles alternativos.
Una pequeña estatua dedicada a los boxeadores que perecieron en el accidente - un trigonal prisma de bronce, con una estatua del boxeador noqueado en la parte superior, se encuentra en los terrenos de Varsovia club deporte Skra Warszawa. Una estatua idéntica se encuentra en el Centro de Entrenamiento Olímpico de los Estados Unidos en Colorado Springs. Las estatuas fueron financiados por Thomas Kane de Printon Kane and Company y de la AIBA y diseñados por el escultor estadounidense Auldwin Thomas Schonberg.
Las tumbas de la tripulación "Kopernik" se encuentran en el Cementerio Militar de Powązki en Varsovia. Una de las calles adyacentes al lugar del accidente lleva el nombre de Capitán Paweł Lipowczan.